# BR-401
BR-401 es una carretera federal brasileña que conecta la capital del estado de Roraima con los municipios de Normandia y Bonfim, ambos en la frontera con Guyana. Tiene 185 kilómetros  de largo, con el km 0 ubicado en Boa Vista, en la intersección con la BR-174, justo antes de cruzar el Puente Macuxis.
Antes de Bonfim, la BR-401 se dirige hacia Normandía hasta el km 185 (algunas fuentes lo indican como km 199,2). La carretera es atendida por una estación de la Policía Federal de Carreteras antes del Puente Macuxis, dentro del perímetro urbano de Boa Vista.

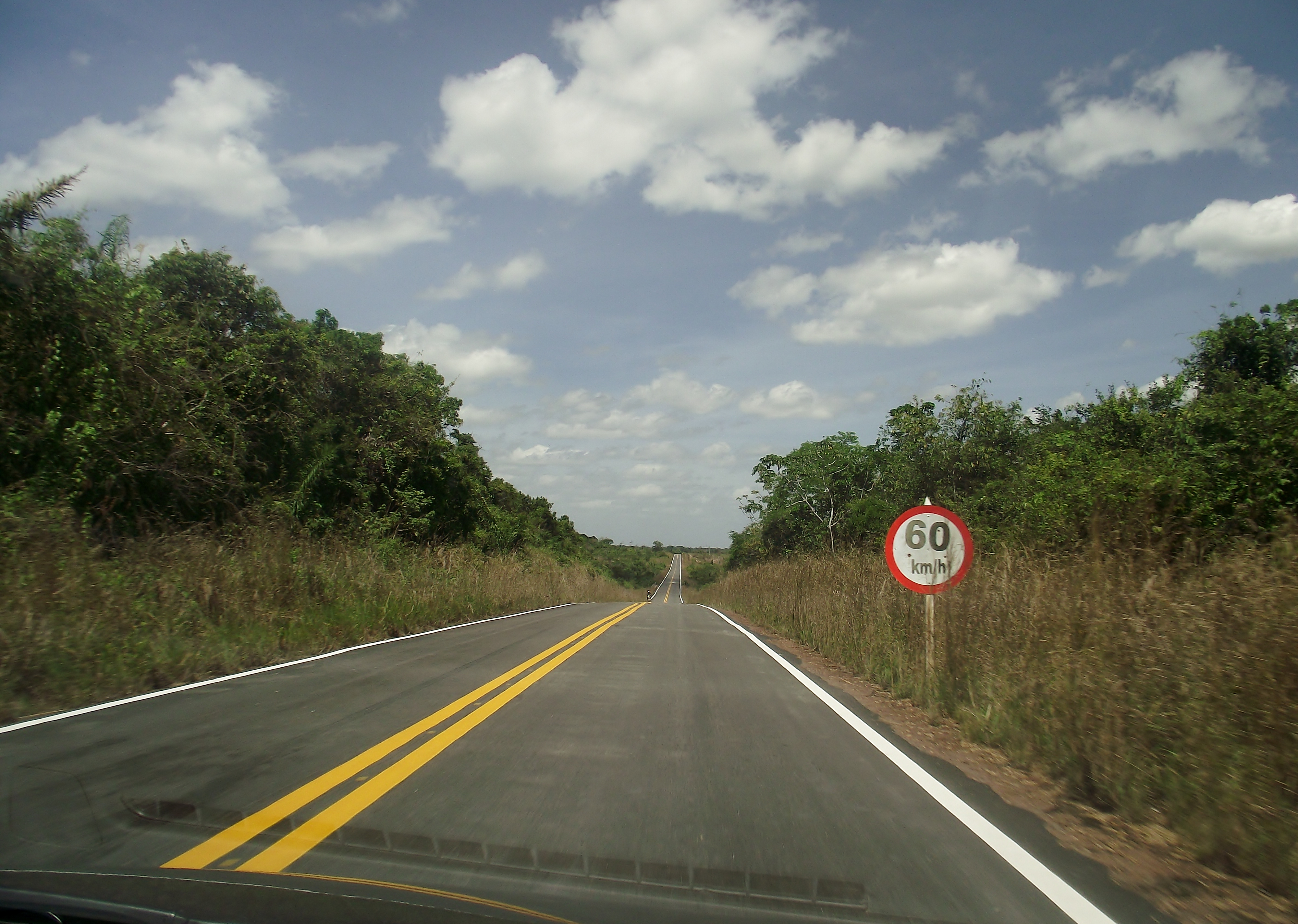
BR-401 cruzando la sabana característica de la región Nordeste de Roraima.

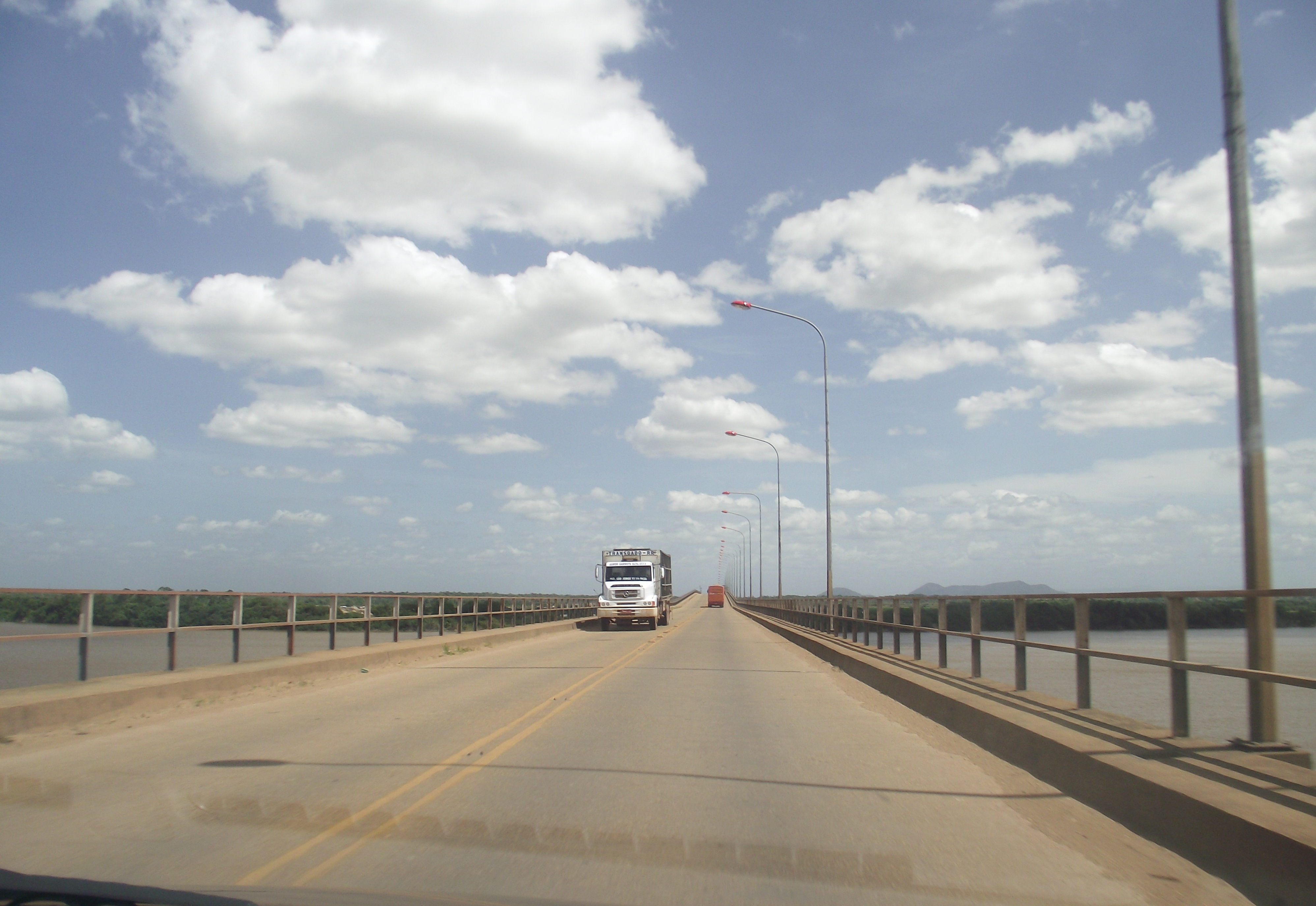
BR-401 justo después de Boa Vista, cruzando el Puente Macuxis hacia Guyana.

El Puente sobre el Río Tacutu conecta los territorios brasileño y guyanés. Después de este puente, en el lado exterior, hay un viaducto de conversión que permite a los automovilistas cambiar de dirección, ya sea de derecha a izquierda (Brasil – Guyana) o, de izquierda a derecha (Guyana – Brasil ), ya que ese país utiliza la mano inglesa.

## Ubicaciones atravesadas
A continuación se muestra una lista de las comunidades atravesadas por la BR-401.
Municipio de Boa Vista
- Sede municipal

Municipio de Cantá
- Propiedades rurales

Municipio de Bonfim
- Sede municipal

Municipio de Normandia
- Sede municipal